# Phylacteophaga
Phylacteophaga – rodzaj błonkówek z rodziny Pergidae.

## Taksonomia
Rodzaj ten został opisany w 1899 roku przez Waltera Froggatta. Gatunkiem typowym jest Phylacteophaga eucalypti.

## Zasięg występowania
Przedstawiciele tego rodzaju występują w Australii,  na Nowej Kaledonii oraz na Nowej Zelandii.

## Biologia i ekologia
Larwy minują liście drzew z rodzajów eukaliptus i Tristania.

## Systematyka
Do  Phylacteophaga zaliczanych jest 5 gatunków:
- Phylacteophaga amygdalini
- Phylacteophaga eucalypti
- Phylacteophaga froggatti
- Phylacteophaga occidens
- Phylacteophaga rubida